# Planisphère de Contarini

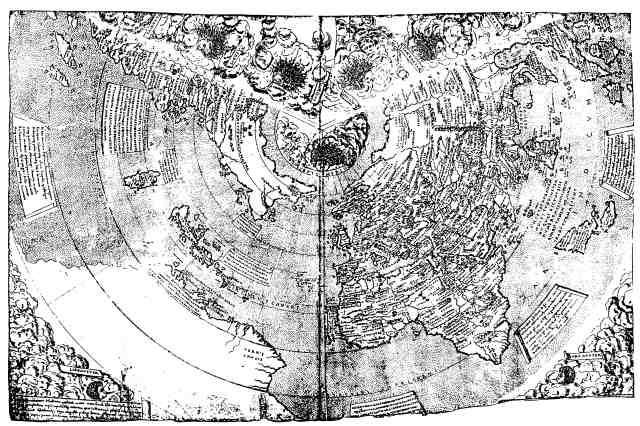
Planisphère de Contarini

Le planisphère de Contarini, dessiné par le cartographe italien Giovanni Matteo Contarini en 1506, est le premier planisphère à utiliser une projection conique, ainsi que la première carte imprimée à représenter le Nouveau Monde. La seule copie restante est conservée à la British Library.

## Description
Le planisphère utilise une projection conique régulière, où les parallèles sont des cercles concentriques, et les méridiens des lignes ayant leur origine au pôle Nord.
Sur cette carte, le Groenland et Terre-Neuve sont reliés, et forment la partie nord-est du continent asiatique ; il n'y a pas de continent nord-américain. À son extrémité se trouve la légende « cette terre a été découverte par des navigateurs pour le roi de Portugal », sans doute Gaspar et Miguel Corte-Real. Il n'y a pas de référence aux voyages de John Cabot.

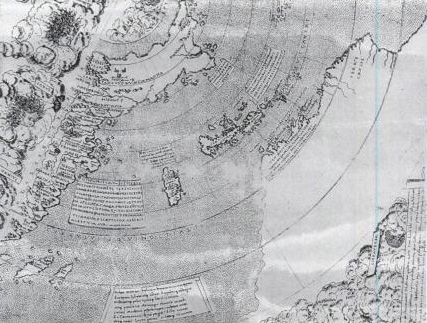
Détail montrant Cuba, Cipangu, et les côtes asiatiques et sud-américaines

On trouve également Cuba et Hispaniola ; Cuba est séparée de Zipangu (Cipangu) par un bras de mer, et Cipangu est également distincte de Cathay. Une inscription près de Cipangu indique : « Cette île se situe à 1500 milles à l'est de la côte de Magri. Elle recèle beaucoup d'or, mais il n'est pas facile de s'en emparer. Ce sont des idolâtres. » ; probablement en référence aux renseignements rapportés par Marco Polo.
L'Amérique du Sud est représentée comme un continent séparé, au sud-est de l'Asie.

## Histoire
Dessinée par Giovanni Contarini, la carte a été gravée à Florence par Francesco Rosselli en 1506.
La seule copie connue à ce jour a été découverte en 1922 et se trouve à la British Library.